# بزرگراه سنتو
بزرگراه سنتو یا بزرگراه ملت یا بزرگراه کارگر یا دیزل‌آباد، یکی از بزرگراه‌های تبریز است که با طول ۱۰ کیلومتر، آزادراه شهید کسایی (خروجی جاده سنتو) در جنوب غرب تبریز را به سه‌راهی فرودگاه و بزرگراه شهید بابایی در شمال غرب این شهر متصل می‌کند. این مسیر، در واقع بخشی از جاده ۲۱ است.